# Fresulfe
Fresulfe ist ein Ort und eine ehemalige Gemeinde (Freguesia) im portugiesischen Kreis Vinhais. Die Gemeinde hatte 83 Einwohner (Stand 30. Juni 2011).
Am 29. September 2013 wurden die Gemeinden Fresulfe, Mofreita und Soeira zur neuen Gemeinde União das Freguesias de Soeira, Fresulfe e Mofreita zusammengeschlossen. Fresulfe ist Sitz dieser neu gebildeten Gemeinde.